# Command & Conquer: Red Alert 3
Command & Conquer: Red Alert 3 — компьютерная игра в жанре стратегии в реальном времени из серии Command & Conquer, разработанная студией EA Los Angeles. Это первая игра из серии Red Alert после Yuri’s Revenge (2001). Игра была анонсирована 14 февраля 2008 года; релиз игры в версии для Microsoft Windows состоялся 28 октября того года в США; релиз в версии для Xbox 360 состоялся 11 ноября, выход расширенной версии для PlayStation 3 с подзаголовком Ultimate Edition состоялся 23 марта 2009 года. 13 марта 2009 года вышло дополнение к Red Alert 3, получившее подзаголовок Uprising.
Действие игры, как и предыдущих частей серии, происходит в альтернативной ветке истории, в которой Советский Союз не распался и участвует в мировой войне (Вторая мировая война не существовала в её традиционном понимании) с США и их союзниками в составе Альянса. В Red Alert 3 руководители СССР, опасаясь окончательного поражения, решаются устранить Альберта Эйнштейна в прошлом, чтобы сделать невозможным получение Альянсом технологий, обеспечивших ему преимущество в войне в настоящем времени. Успешно осуществленный план оборачивается в итоге неожиданным появлением в конфликте новой стороны — Империи Восходящего Солнца.
Все три означенных фракции доступны для игры; игровой процесс, как и прежде, построен на строительстве базы, сборе ресурсов и подготовке боевых единиц для разгрома вражеских сил. Важным нововведением Red Alert 3 является ввод кооперативного элемента, предполагающего возможность работы игрока в команде как с внутриигровым ИИ, так и с другим игроком. Одиночная кампания игры, разработанная с учётом этого элемента, сопровождается игровыми видеороликами, в которых снялись многие известные актёры: Тим Карри, Джонатан Прайс, Джонатан К. Симмонс, Петер Стормаре, Джордж Такеи и другие.
После выхода игра получила преимущественно положительные отзывы критиков; сильными сторонами игры признавались компоненты кооперативной и многопользовательской игры, а также повышенная (относительно других игр жанра) роль морских сражений; спорными были признаны решения по части внутриигровой экономики.

## Сюжет
Действие Red Alert 3 разворачивается вскоре после поражения Советского Союза во второй части игры, что показано в кампании Альянса. Полковник Анатолий Черденко, один из близких приближённых премьер-министра Романова, вместе с последним командующим Красной Армии генералом-лейтенантом Николаем Крюковым и учёным-физиком Григорием Зелинским, приводит в действие секретный проект Зелинского — машину времени.
В результате он попадает в прошлое, на V Сольвеевский конгресс 1927 года, где Черденко убивает Альберта Эйнштейна, сделавшего решающий вклад в техническую мощь Альянса, поздоровавшись за руку с ним, тем самым нарушив пространственно-временной континуум. Таким образом, всё меняется: Черденко становится генсеком вместо Романова, главнокомандующим советской армией вместо Владимира теперь является генерал Крюков, а Красная армия уже заняла всю Западную Европу и готовятся выбить Альянс из Великобритании.
Однако неожиданно на горизонте появляется новый враг — Империя Восходящего Солнца, которая наносит внезапный удар по восточным границам СССР и по Альянсу. Без Эйнштейна ядерное оружие никогда не было изобретено. Ослабленные СССР и Альянс объединяются, чтобы дать отпор силам Империи.

### Кампании
В игре три кампании за каждую воюющую сторону, которые совершенно по-разному развивают историю. Каноничной концовкой является победа Альянса, которая и продолжит дальнейший сюжет аддона Red Alert 3: Uprising.

#### Советский Союз
Война в Европе практически выиграна, вот-вот советские войска должны начать наступление на Америку, но войну всему миру объявляет Империя, которая продвигается вглубь территории Советского Союза и уже готовит наступление на Москву. В итоге СССР приходится вести тяжёлую войну на два фронта — оттеснять Империю на восток и Альянс на запад. Неожиданно в условиях войны премьер-министр СССР Анатолий Черденко заявляет, что генерал Крюков учинил против него заговор, и требует устранить его (позже, к концу игры, становится ясно, что Крюкова подставил сам Черденко, чтобы впоследствии избавиться от него). В решающем наступлении на Японию вся верхушка Империи, в том числе Император Ёсиро, была уничтожена, а Империя вошла в состав СССР, став новой советской социалистической республикой. Империя выбыла из войны и советские войска уже готовятся к финальному наступлению на Нью-Йорк, однако незадолго до этого, после уничтожения войск Альянса на Острове Пасхи, Черденко решает избавиться от игрока. Уничтожив сошедшего с ума генсека, советские войска атакуют Нью-Йорк и наносят Альянсу окончательное поражение. На месте Статуи Свободы устанавливается гигантская статуя Ленину. Триумфальная победа СССР в войне ознаменовала, что весь мир теперь находится полностью под контролем Советского Союза.

#### Альянс
Война с Советским Союзом в самом разгаре, и она явно не в пользу Альянса. От игрока требуется сдержать наступление СССР по Европе и развернуть контратаку, иначе советские войска дойдут до Америки. В самый неожиданный момент в войну вступает Империя Восходящего Солнца, чрезвычайно сильный противник, окруживший позиции как Альянса, так и СССР. Приходится идти на опасный союз с бывшим противником, с чем категорически не соглашается президент США Говард Т. Аккерман и которого приходится уничтожить на горе Рашмор. Нанеся окончательное поражение Империи благодаря победе в решающей битве в Токио, Альянс сталкивается с предательством со стороны Черденко и предпринимает атаку на базу в Ленинграде, где скрываются он и Крюков. Оба, в конце концов, были посажены в крио-камеру пожизненно.

#### Империя Восходящего Солнца
Держава с сильнейшим в мире флотом начинает войну с атаки северного советского морского порта и демонстрирует своё технологическое превосходство и мощь в Одессе. Война для Империи осложняется тем, что Император в ущерб военным интересам Империи пытается вести психологическую войну, ставя целью уничтожение зачастую бесполезных памятников и, в частности, бессмысленный захват Голливуда с целью трансляции пропаганды на весь мир. В конце концов это приводит к тому, что прежде успешная война оборачивается перемирием Альянса с Советским Союзом и их совместным массированным наступлением на Японию. С трудом отбросив противника из Иокогамы, Империя захватывает Москву и уничтожает машину времени, что приводит к сокрушительному поражению СССР. После последней операции в Амстердаме, где требуется уничтожить штаб-квартиру FutureTech, игрока с победой поздравляют лично Император и Кронпринц и назначают Верховным Сёгуном.

## Игровой процесс
Одной из главных особенностей игры является совместное прохождение основной сюжетной кампании. Данная идея в стратегиях реального времени воплощена впервые. В случае одиночного прохождения, в каждой миссии даётся компьютер-союзник, который сам строит базу, атакует, и т. д. Чаще всего, столкнувшись с мощной защитой, он останавливается, предоставляя инициативу игроку. Компьютерному союзнику можно отдавать простые приказы — указывать цели для атаки или места для концентрации войск.
Также разработчики отошли от принципа «раш». В отличие от предыдущих игр серии, нельзя победить, построив большое количество однотипных сильных юнитов, и здесь необходима комбинация разных войск. Обычным солдатам отводится более значительная роль, чем, к примеру, в «Red Alert 2». Например, только советские солдаты могут быстро выгнать врага из занятого здания с помощью коктейлей Молотова, а щит миротворцев Альянса значительно увеличивает их выносливость. Значительное внимание уделено сражениям на воде. Военная база игрока практически полностью может быть сооружена на воде, за исключением лишь казармы и военного завода. Значительная часть юнитов способны передвигаться как по суше, так и по воде, а некоторые приобретают дополнительные возможности в тех или иных условиях: к примеру, катер-амфибия «Скат» по воде передвигается гораздо быстрее и может пускать электрический разряд по её поверхности.
У каждой стороны своя система строительства зданий. У Альянса система является стандартной для серии C&C — каждое новое здание строится в МСЦ некоторое время, затем игрок выбирает место, в котором готовое здание появляется за несколько секунд. У СССР, строительство сразу происходит на месте, и строящиеся здания являются довольно уязвимой мишенью для врага; при постройке ремонтно-утилизационного крана появляется возможность строить несколько зданий одновременно. Империя Восходящего Солнца «упаковывает» свои здания с применением нанотехнологии в крайне уязвимые мобильные наноосновы, которые затем «распаковываются» на месте. Основы могут «распаковываться» на любом месте поля боя (нет т. н. «зоны строительства» для зданий, но есть для стен), возможна развёртка нескольких зданий одновременно.

### Фракции
Все три фракции обладают своими достоинствами и недостатками; в ходе игры можно захватывать здания других фракций и тем самым теоретически развивать сразу несколько баз.
- СССР представляет собой собирательно-комический образ из «клюквенных» американских фильмов, сюжетом которых является противостояние СССР и Западного мира, и сложившихся в связи с этим в общественности стереотипов о России (медведи, призывники в ушанках, ракеты и т. д.). Пехота СССР в целом слаба, за исключением некоторых юнитов, но многочисленна и дешева, а в умелых руках является вполне эффективной; техника СССР также вполне мощная. Во многом СССР полагается на бронетехнику и электрическое оружие, а также на «грязные бомбы» и сброс орбитальных спутников.
- Альянс представляет собой собирательный образ Западного мира с США в качестве основы Альянса и другими странами, помогающими в борьбе (так, упоминаются Великобритания, Франция, Испания, Швеция и Австралия). Вооружение Альянса высокотехнологичное, большой акцент делается на авиацию. Особо эффективными являются технологии замораживания, которые позволяют заморозить на время здания и юниты противника — их можно после этого убить с одного выстрела или попадания.
- Империя Восходящего Солнца представляет собой смесь средневековой Японии, милитаристской идеологии времён Второй мировой войны и аниме-стереотипов, начиная от фанатиков-камикадзе и заканчивая меха, состоящими на вооружении японской армии. Некоторые юниты японцев являются трансформерами — они могут менять режим огня, переключаясь с воздушных целей на наземные и наоборот и при этом приобретая возможность летать. У японцев также один из самых мощных флотов в игре.

## Саундтрек
Саундтрек Command & Conquer Red Alert 3 и дополнения Uprising были совместно написаны Френком Клепаки (он написал музыку к большинству игр серии C&C), Джеймсом Ханниганом (James Hannigan; композитор игр о Гарри Поттере) и Тимоти Майклом Вайном (автор саундтрека Red Faction).
| №   | Название                         | Автор(ы)             | Длительность |
| --- | -------------------------------- | -------------------- | ------------ |
| 1.  | «Soviet March»                   | James Hannigan       | 2:47         |
| 2.  | «Hell March 3»                   | Frank Klepacki       | 3:33         |
| 3.  | «Grinder 2»                      | Frank Klepacki       | 2:56         |
| 4.  | «Hell March Remix»               | From First to Last   | 3:57         |
| 5.  | «Russian Celebration»            | Timothy Michael Wynn | 1:04         |
| 6.  | «The Might of the Empire»        | James Hannigan       | 0:53         |
| 7.  | «The Motherland»                 | Timothy Michael Wynn | 2:06         |
| 8.  | «The Red Scare»                  | Timothy Michael Wynn | 2:05         |
| 9.  | «The Calm Before...»             | Timothy Michael Wynn | 1:09         |
| 10. | «The European Storm»             | Timothy Michael Wynn | 2:17         |
| 11. | «For Mother Russia»              | Timothy Michael Wynn | 2:03         |
| 12. | «Russian Retreat»                | Timothy Michael Wynn | 1:08         |
| 13. | «Red Rock»                       | Timothy Michael Wynn | 1:20         |
| 14. | «The Big Apple»                  | Timothy Michael Wynn | 2:04         |
| 15. | «Fortifying Brighton»            | Timothy Michael Wynn | 1:15         |
| 16. | «The Red Storm Draws Near»       | Timothy Michael Wynn | 1:02         |
| 17. | «Shock and Awe»                  | Timothy Michael Wynn | 1:52         |
| 18. | «Desertion»                      | Timothy Michael Wynn | 1:24         |
| 19. | «How the West Was Won»           | Timothy Michael Wynn | 1:49         |
| 20. | «Mykonos»                        | Timothy Michael Wynn | 0:41         |
| 21. | «The Battle for Mykonos»         | Timothy Michael Wynn | 2:05         |
| 22. | «Lying in Wait»                  | Timothy Michael Wynn | 1:09         |
| 23. | «Enter the Shogun Executioner»   | James Hannigan       | 1:36         |
| 24. | «East Moves West»                | James Hannigan       | 1:32         |
| 25. | «The Rising Sun Is Setting»      | James Hannigan       | 1:06         |
| 26. | «For the Emperor!»               | James Hannigan       | 1:09         |
| 27. | «For the Empire Has Risen»       | James Hannigan       | 0:35         |
| 28. | «Eastern Mysteries»              | James Hannigan       | 1:56         |
| 29. | «Sayonara»                       | James Hannigan       | 2:39         |
| 30. | «In the Belly of the Dragon»     | James Hannigan       | 2:49         |
| 31. | «The Sleeping Beast»             | James Hannigan       | 1:59         |
| 32. | «The Red Menace»                 | Frank Klepacki       | 1:06         |
| 33. | «American Cowboys»               | Timothy Michael Wynn | 1:14         |
| 34. | «All Your Base Are Belong to Us» | James Hannigan       | 1:04         |
| 35. | «The War Machine Heads West»     | Timothy Michael Wynn | 2:04         |
| 36. | «Crisis in Cuba»                 | Timothy Michael Wynn | 2:08         |
| 37. | «The Floating Monstrosity»       | James Hannigan       | 1:59         |
| 38. | «The Chill of War»               | Timothy Michael Wynn | 1:02         |
| 39. | «Soviet Winter»                  | Timothy Michael Wynn | 1:41         |
| 40. | «Take 'Em Out, Tanya!»           | Timothy Michael Wynn | 1:07         |
| 41. | «The Download»                   | Timothy Michael Wynn | 1:05         |
| 42. | «Red Alert 3 Credits»            | Mikael Sandgren      | 2:27         |
| 43. | «Soviet March (Reprise)»         | James Hannigan       | 2:44         |
| 44. | «Hell March 2 Remix»             | From First to Last   | 1:14         |

Здесь указаны только основные саундтреки. Остальные треки — вспомогательные либо комбинированные.

## Актёры

### Фракция СССР
- Тим Карри — премьер-министр Анатолий Черденко
- Эндрю Дивофф — генерал Николай Крюков[6]
- Петер Стормаре — доктор Григорий Зелинский[6]
- Ивана Миличевич — офицер связи Даша Федорович[6]
- Джина Карано — снайпер Наташа Волкова[8]
- Ванесса Бранч — командир Жанна Агонская
- Стелио Саванте[англ.] — Сергей, военнопленный
- Дмитрий Дьяченко — командир Олег Водник
- Джин Фарбер[англ.] — командир Николай Москвин

### Фракция Альянса
- Джонатан Прайс — фельдмаршал Роберт Бингэм[6]
- Джей Кей Симмонс — президент США Говард Акерман[6]
- Дженни Маккарти — специальный агент Таня[6]
- Джемма Аткинсон — офицер связи, лейтенант Ева Маккенна
- Отем Ризер — командир Лизетт Хэнли
- Рэнди Кутюр — командир Уоррен Фуллер
- Грег Эллис[англ.] — командир Жиль Прайс
- Дэвид Хассельхофф — вице-президент США
- Смоки Майлз — Альберт Эйнштейн

### Фракция Империи
- Джордж Такеи — император Ёсиро[6]
- Рон Юань[англ.] — кронпринц Татцу[6]
- Келли Ху — офицер разведки Суки Тояма
- Брюс Асато Локи — командир Синдзо Нагама
- Джек Янь[англ.] — командир Кендзи Тензай
- Лидия Лук — командир/адмирал Наоми Сирада
- Лиза Тамасиро — агент Юрико Омега (только озвучивание)

## Реакция и оценки
| Сводный рейтинг       | Сводный рейтинг                               |
| Агрегатор             | Оценка                                        |
| --------------------- | --------------------------------------------- |
| GameRankings          | 81,42 % (ПК) 78,03 % (X360) 76,89 % (PS3)     |
| Metacritic            | PC: 81 % (38 обзоров) X360: 77 % (15 reviews) |
| Иноязычные издания    |                                               |
| Издание               | Оценка                                        |
| 1UP.com               | PC: A-                                        |
| Game Informer         | 8,75/10                                       |
| GamePro               | PC:                                           |
| GameSpot              | PC: 8/10                                      |
| GameSpy               | PC:                                           |
| IGN                   | PC: 8,2/10                                    |
| OXM                   | 9/10                                          |
| PC Gamer (UK)         | 88 %                                          |
| PC Gamer (US)         | 92 %                                          |
| Русскоязычные издания |                                               |
| Издание               | Оценка                                        |
| «Игромания»           | 8,5/10                                        |

Игра заняла третье место в номинации «Стратегия года» (2008) по версии журнала Игромания.
В 2009 году украинская студия Ulysses Games выпустила игру Chronostorm: Conflict of Time (локализована в России как «Chronostorm: Сибирский рубеж»), которой ещё до выхода «Игромания» пророчила судьбу мокбастера, созданного по мотивам Red Alert 3. После релиза «Игромания» назвала игру не самой удачной калькой с Red Alert — «ленивой, лишённой таланта и воображения».